# Creation
Creation är titeln på RASA:s första livealbum, utgivet 1981.

## Låtlista
1. Sing Out
2. Mahā-Mantra IV
3. The Names II
4. Mind, Body, Home
5. Intense Longing
6. Jaya Rādhā Mādhava

## Medverkande
- Björn Arvidsson - trummor
- Madhava Puri - piano
- Robert Campagnola (alias Vishnupada) - sång, orgel, piano, gitarr, synth, m.m.